# فرانچسکو کورا
فرانچسکو کورا (ایتالیایی: Francesco Cura؛ زادهٔ ۷ مارس ۱۹۷۷) بازیگر، مدل و خواننده ایتالیایی‌الاصل اهل ایالات متحده آمریکا است.
از فیلم‌ها یا مجموعه‌های تلویزیونی که وی در آن‌ها نقش داشته‌است، می‌توان به ذهن‌های جنایتکار اشاره نمود.